# Bông sen
Bông Sen (tiếng Pháp: Fleur de Lotus) là một bộ phim điện ảnh Việt Nam – Algérie phát hành năm 1998 được hợp tác sản xuất bởi Hãng phim truyện Việt Nam, Trung tâm nghệ thuật và công nghiệp điện ảnh Algérie (CAAIC) và Hãng quốc gia sản xuất chương trình nghe nhìn Algérie (ENPA), do Amar Laskri và Nghệ sĩ Nhân dân Trần Đắc hợp tác đạo diễn.

## Tóm tắt
Đây là một bộ phim hư cấu lịch sử kể về một người bản địa ở Algérie thuộc địa đã nhập ngũ vào quân đội Pháp sau khi cả gia đình bị sát hại ngay trong ngày cưới của anh. Sau đó anh được chuyển đến chiến trường Đông Dương.

## Kỹ thuật
- Đạo diễn: Amar Laskri và Trần Đắc
- Kịch bản: Amar Laskri, Trần Kim Thành và Trần Đắc
- Giám đốc hình ảnh: Phi Thiên Sơn, Rachid Merabtine và Ahmed Messaâd
- Giám đốc sản xuất: Trần Kim Thành và Rachid Diguer
- Biên tập: Mina Chouikh
- Nhạc sĩ: Nguyễn Trọng Đài và Noubli Fadel
- Thể loại: chính kịch, chiến tranh

## Diễn viên
- Nguyễn An Chinh vai Liên
- El-Mellouhi Niddal vai Ali Đông Dương
- Benmarouf Abdelhak vai Lakhdar Đông Dương
- Jean-Claude Petit vai Torpierre
- Nghệ sĩ ưu tú Trần Lực vai Nam
- Nghệ sĩ Nhân dân Lê Khanh vai Hộ lý
- Anthony Gebrier vai René
- Abderrahmane Cheriti vai Grichaud
- Bourezak Ali vai Kaddour
- Kerbouz Kamel vai Đại tá Quân đội nhân dân Algérie
- Nghệ sĩ Nhân dân Mạnh Cường vai Sĩ quan Quân đội nhân dân Việt Nam
- Hoàng Yến vai Mẹ của Liên
- Lê Ngọc Dung vai Xoan
- Diệu Thùy vai Bé gái
- Nguyễn Thị Yến vai Bà Đại sứ Việt Nam
- Mireille Gresson vai Nữ y tá Pháp